# 阿富汗捷特国际航空
阿富汗捷特国际航空（IATA：HN，ICAO：AJA，波斯语：هواپیمایی بینالمللی افغان جت）是一家于2014年4月开始营运的阿富汗航空公司 。该航空公司以喀布尔哈米德·卡尔扎伊国际机场为枢纽机场，提供阿富汗国内航线的运输服务。航空公司总部位于阿富汗首都喀布尔市区，毗邻希尔布尔清真寺。

## 航点
截至2014年8月，阿富汗捷特国际航空已通航6座城市：
|  | 枢纽机场     |
|  | 即将开办航点 |
|  | 已开通航点   |

## 机队
截至2016年8月，阿富汗捷特国际航空机队如下：
阿富汗捷特国际航空曾经拥有两架庞巴迪CRJ-200客机。